# Brussels Indoor 1984
Il Brussels Indoor 1984 è stato un torneo di tennis giocato sul sintetico indoor. È stata la 5ª edizione del Brussels Indoor, che fa parte del Volvo Grand Prix 1984. Si è giocato a Bruxelles in Belgio dal 5 all'11 marzo 1984.

## Campioni

### Singolare maschile
John McEnroe ha battuto in finale  Ivan Lendl con il punteggio di 6–1, 6–3

### Doppio maschile
Tim Gullikson /  Tom Gullikson hanno battuto in finale  Kevin Curren /  Steve Denton con il punteggio di 6–4, 6–7, 7–6